# Conus dondani
Conus dondani é uma espécie de gastrópode do gênero Conus, pertencente à família Conidae.